# 中国歴史文化名鎮
中国歴史文化名鎮（ちゅうごくれきしぶんかめいちん、中国历史文化名镇）は、中華人民共和国の文化遺産保護制度の一つ。建設部と国家文物局が制定した文化遺産保護制度のうち、国家級の歴史文化地区に対して制定される名称。文化遺産が豊富で歴史的価値または記念する意義深い地域で、また過去の伝統風情と地方の民族の特色のある地域に制定される。通常、中国歴史文化名村と同時に発表される。2019年現在、312件がリストされた。
2003年より2年から4年おきに発表され、2019年時点で7回に亘る。
- 第1回 2003年10月8日公布　10カ所[3]
- 第2回 2005年9月16日公布　34カ所[4]
- 第3回 2007年5月31日公布　41カ所[5]
- 第4回 2008年10月14日公布　58カ所[6]
- 第5回 2010年7月22日公布　38カ所[7]
- 第6回 2014年3月7日公布　71カ所[8]
- 第7回 2019年1月21日公布　60カ所[2]

## 選定条件と基準
建設部と国家文物局の制定している選定条件と選定基準は、主に下記のものである。
- 歴史的価値と風情・特色：建築遺産・文化遺産・史跡・伝統文化が比較的集中しており、過去の風情を残していたり、民族の特色を表していたりしており、かつ歴史・文化・芸術・科学的価値の高いもの。特に清代以前の建築または中国の共産主義革命史で重大な影響のあった伝統建築群・記念物・遺跡などで、基本的に保存状態の良いもの。
- 保存の程度：地区内の歴史建築群・建築そのもの、その細部および周辺環境が基本的に当時のまま保存されていることまたはすでに過去破壊されて場合はある程度修復されていること。または当時の建築または周辺環境が破壊されていた際は、骨子の部分または細部が保存、または構造・様式が残されていること。
- 規模：地区内の歴史建築の面積が5,000平方メートル以上あること。
- 管理体制の整備：管理組織、専任スタッフ、専用の保護基金が準備されていること。

## 制定されている地区
指定された鎮は以下の通りである。

### 北京市
- 密雲区古北口鎮 (4)

### 天津市
- 西青区楊柳青鎮 (4)

### 河北省
- 蔚県暖泉鎮 (2)
- 邯鄲市永年区広府鎮 (3)
- 邯鄲市峰峰鉱区大社鎮 (4)
- 井陘県天長鎮 (4)
- 渉県固新鎮 (5)
- 武安市冶陶鎮 (5)
- 武安市伯延鎮 (6)
- 蔚県代王城鎮 (6)

### 山西省
- 霊石県静升鎮 (1)
- 臨県磧口鎮 (2)
- 襄汾県汾城鎮 (3)
- 平定県娘子関鎮 (3)
- 沢州県大陽鎮 (4)
- 天鎮県新平堡鎮 (5)
- 陽城県潤城鎮 (5)
- 沢州県周村鎮 (6)
- 長治市上党区蔭城鎮 (7)
- 陽城県横河鎮 (7)
- 沢州県高都鎮 (7)
- 寿陽県宗艾鎮 (7)
- 曲沃県曲村鎮 (7)
- 翼城県西閻鎮 (7)
- 汾陽市杏花村鎮 (7)

### 内モンゴル自治区
- カラチン旗王爺府鎮 (4)
- ドロンノール県ドロンノール鎮（多倫諾爾鎮） (4)
- 豊鎮市隆盛荘鎮 (6)
- フレー旗クールン鎮（庫倫鎮） (6)
- 牙克石市博克図鎮 (7)

### 遼寧省
- 新賓満族自治県永陵鎮 (2)
- 海城市牛荘鎮 (4)
- 東港市孤山鎮 (6)
- 綏中県前所鎮 (6)

### 吉林省
- 四平市鉄東区葉赫鎮 (4)
- 吉林市竜潭区烏拉街鎮 (4)

### 黒竜江省
- 海林市横道鎮 (3)
- 黒河市愛輝区璦琿鎮 (4)

### 上海市
- 金山区楓涇鎮 (2)
- 青浦区朱家角鎮 (3)
- 浦東新区新場鎮 (4)
- 嘉定区嘉定鎮 (4)
- 嘉定区南翔鎮 (5)
- 浦東新区高橋鎮 (5)
- 青浦区練塘鎮 (5)
- 金山区張堰鎮 (5)
- 青浦区金沢鎮 (6)
- 浦東新区川沙新鎮 (6)
- 宝山区羅店鎮 (7)

### 江蘇省
- 崑山市周荘鎮 (1)
- 蘇州市呉江区同里鎮 (1)
- 蘇州市呉中区甪直鎮 (1)
- 蘇州市呉中区木瀆鎮 (2)
- 太倉市沙渓鎮 (2)
- 泰州市姜堰区溱潼鎮 (2)
- 泰興市黄橋鎮 (2)
- 南京市高淳区淳渓鎮 (3)
- 東台市安豊鎮 (3)
- 崑山市千灯鎮 (3)
- 崑山市錦渓鎮 (4)
- 揚州市江都区邵伯鎮 (4)
- 海門市余東鎮 (4)
- 常熟市沙家浜鎮 (4)
- 蘇州市呉中区東山鎮 (5)
- 無錫市錫山区蕩口鎮 (5)
- 興化市沙溝鎮 (5)
- 江陰市長涇鎮 (5)
- 張家港市鳳凰鎮 (5)
- 蘇州市呉江区黎里鎮 (6)
- 蘇州市呉江区震沢鎮 (6)
- 東台市富安鎮 (6)
- 揚州市江都区大橋鎮 (6)
- 常州市新北区孟河鎮 (6)
- 宜興市周鉄鎮 (6)
- 如東県栟茶鎮 (6)
- 常熟市古里鎮 (6)
- 蘇州市呉中区光福鎮 (7)
- 崑山市巴城鎮 (7)
- 高郵市界首鎮 (7)
- 高郵市臨沢鎮 (7)

### 浙江省
- 嘉善県西塘鎮 (1)
- 桐郷市烏鎮鎮 (1)
- 湖州市南潯区南潯鎮 (2)
- 紹興市柯橋区安昌鎮 (2)
- 寧波市江北区慈城鎮 (2)
- 象山県石浦鎮 (2)
- 紹興市越城区東浦鎮 (3)
- 寧海県前童鎮 (3)
- 義烏市仏堂鎮 (3)
- 江山市廿八都鎮 (3)
- 仙居県皤灘鎮 (4)
- 永嘉県岩頭鎮 (4)
- 杭州市富陽区竜門鎮 (4)
- 徳清県新市鎮 (4)
- 景寧シェ族自治県鶴渓鎮 (5)
- 海寧市塩官鎮 (5)
- 嵊州市崇仁鎮 (6)
- 永康市芝英鎮 (6)
- 松陽県西屏鎮 (6)
- 岱山県東沙鎮 (6)
- 慈渓市観海衛鎮 (7)
- 平陽県順渓鎮 (7)
- 湖州市南潯区双林鎮 (7)
- 湖州市南潯区菱湖鎮 (7)
- 諸曁市楓橋鎮 (7)
- 臨海市桃渚鎮 (7)
- 竜泉市住竜鎮 (7)

### 安徽省
- 肥西県三河鎮 (3)
- 六安市金安区毛坦廠鎮 (3)
- 歙県許村鎮 (4)
- 休寧県万安鎮 (4)
- 宣城市宣州区水東鎮 (4)
- 涇県桃花潭鎮 (6)
- 黄山市徽州区西渓南鎮 (6)
- 銅陵市郊区大通鎮 (6)
- 六安市裕安区蘇埠鎮 (7)
- 東至県東流鎮 (7)
- 青陽県陵陽鎮 (7)

### 福建省
- 上杭県古田鎮 (1)
- 邵武市和平鎮 (2)
- 永泰県嵩口鎮 (4)
- 寧徳市蕉城区霍童鎮 (5)
- 平和県九峰鎮 (5)
- 武夷山市五夫鎮 (5)
- 順昌県元坑鎮 (5)
- 竜岩市永定区湖坑鎮 (6)
- 武平県中山鎮 (6)
- 安渓県湖頭鎮 (6)
- 古田県杉洋鎮 (6)
- 屏南県双渓鎮 (6)
- 寧化県石壁鎮 (6)
- 永安市貢川鎮 (7)
- 晋江市安海鎮 (7)
- 永春県岵山鎮 (7)
- 南靖県梅林鎮 (7)
- 寧徳市蕉城区洋中鎮 (7)
- 寧徳市蕉城区三都鎮 (7)

### 江西省
- 浮梁県瑶里鎮 (2)
- 貴渓市上清鎮 (3)
- 横峰県葛源鎮 (4)
- 吉安市青原区富田鎮 (5)
- 萍郷市安源区安源鎮 (6)
- 鉛山県河口鎮 (6)
- 広昌県駅前鎮 (6)
- 金渓県滸湾鎮 (6)
- 吉安県永和鎮 (6)
- 鉛山県石塘鎮 (6)
- 修水県山口鎮 (7)
- 貴渓市塘湾鎮 (7)
- 樟樹市臨江鎮 (7)

### 山東省
- 桓台県新城鎮 (4)
- 微山県南陽鎮 (6)
- 淄博市周村区王村鎮 (7)
- 泰安市岱岳区大汶口鎮 (7)

### 河南省
- 禹州市神垕鎮 (2)
- 淅川県荊紫関鎮 (2)
- 社旗県賒店鎮 (3)
- 開封市祥符区朱仙鎮 (4)
- 鄭州市恵済区古滎鎮 (4)
- 確山県竹溝鎮 (4)
- 郟県冢頭鎮 (5)
- 遂平県嵖岈山鎮 (6)
- 滑県道口鎮 (6)
- 光山県白雀園鎮 (6)

### 湖北省
- 監利市周老嘴鎮 (2)
- 紅安県七里坪鎮 (2)
- 洪湖市瞿家湾鎮 (3)
- 監利市程集鎮 (3)
- 鄖西県上津鎮 (3)
- 咸寧市咸安区汀泗橋鎮 (4)
- 陽新県竜港鎮 (4)
- 宜都市枝城鎮 (4)
- 潜江市熊口鎮 (5)
- 鍾祥市石牌鎮 (6)
- 随県安居鎮 (6)
- 麻城市岐亭鎮 (6)
- 当陽市淯渓鎮 (7)

### 湖南省
- 竜山県里耶鎮 (2)
- 長沙市望城区靖港鎮 (4)
- 永順県芙蓉鎮 (4)
- 綏寧県寨市鎮 (5)
- 瀘渓県浦市鎮 (5)
- 洞口県高沙鎮 (6)
- 花垣県辺城鎮 (6)
- 瀏陽市文家市鎮 (7)
- 臨湘市聶市鎮 (7)
- 東安県芦洪市鎮 (7)

### 広東省
- 広州市番禺区沙湾鎮 (2)
- 呉川市呉陽鎮 (2)
- 開平市赤坎鎮 (3)
- 珠海市香洲区唐家湾鎮 (3)
- 陸豊市碣石鎮 (3)
- 東莞市石竜鎮 (4)
- 恵州市恵陽区秋長鎮 (4)
- 普寧市洪陽鎮 (4)
- 中山市黄圃鎮 (5)
- 大埔県百侯鎮 (5)
- 珠海市斗門区斗門鎮 (6)
- 仏山市南海区西樵鎮 (6)
- 梅州市梅県区松口鎮 (6)
- 大埔県茶陽鎮 (6)
- 大埔県三河鎮 (6)

### 広西チワン族自治区
- 霊川県大圩鎮 (2)
- 昭平県黄姚鎮 (3)
- 陽朔県興坪鎮 (3)
- 興安県界首鎮 (6)
- 恭城ヤオ族自治県恭城鎮 (6)
- 賀州市八歩区賀街鎮 (6)
- 鹿寨県中渡鎮 (6)
- 陽朔県福利鎮 (7)
- 防城港市防城区那良鎮 (7)

### 海南省
- 三亜市崖州区 (3)
- 儋州市中和鎮 (4)
- 文昌市鋪前鎮 (4)
- 定安県定城鎮 (4)

### 重慶市
- 合川区淶灘鎮 (1)
- 石柱トゥチャ族自治県西沱鎮 (1)
- 潼南区双江鎮 (1)
- 渝北区竜興鎮 (2)
- 江津区中山鎮 (2)
- 酉陽トゥチャ族ミャオ族自治県竜潭鎮 (2)
- 北碚区金刀峡鎮 (3)
- 江津区塘河鎮 (3)
- 綦江区東渓鎮 (3)
- 九竜坡区走馬鎮 (4)
- 巴南区豊盛鎮 (4)
- 銅梁区安居鎮 (4)
- 永川区松漑鎮 (4)
- 栄昌区万霊鎮 (5)
- 江津区白沙鎮 (5)
- 巫渓県寧廠鎮 (5)
- 開州区温泉鎮 (6)
- 黔江区濯水鎮 (6)
- 万州区羅田鎮 (7)
- 涪陵区青羊鎮 (7)
- 江津区呉灘鎮 (7)
- 江津区石蟆鎮 (7)
- 酉陽トゥチャ族ミャオ族自治県龔灘鎮 (7)

### 四川省
- 邛崍市平楽鎮 (2)
- 大邑県安仁鎮 (2)
- 閬中市老観鎮 (2)
- 宜賓市翠屏区李荘鎮 (2)
- 成都市双流区黄竜渓鎮 (3)
- 自貢市沿灘区仙市鎮 (3)
- 合江県堯壩鎮 (3)
- 古藺県太平鎮 (3)
- 巴中市巴州区明陽鎮 (4)
- 成都市竜泉駅区洛帯鎮 (4)
- 大邑県新場鎮 (4)
- 広元市昭化区昭化鎮 (4)
- 合江県福宝鎮 (4)
- 資中県羅泉鎮 (4)
- 屏山県竜華鎮 (5)
- 富順県趙化鎮 (5)
- 犍為県清渓鎮 (5)
- 自貢市貢井区艾葉鎮 (6)
- 自貢市大安区牛仏鎮 (6)
- 平昌県白衣鎮 (6)
- 古藺県二郎鎮 (6)
- 金堂県五鳳鎮 (6)
- 宜賓市叙州区横江鎮 (6)
- 隆昌市雲頂鎮 (6)
- 崇州市元通鎮 (7)
- 自貢市大安区三多寨鎮 (7)
- 三台県郪江鎮 (7)
- 洪雅県柳江鎮 (7)
- 達州市達川区石橋鎮 (7)
- 雅安市雨城区上里鎮 (7)
- 通江県毛浴鎮 (7)

### 貴州省
- 貴陽市花渓区青岩鎮 (2)
- 習水県土城鎮 (2)
- 黄平県旧州鎮 (3)
- 雷山県西江鎮 (3)
- 安順市西秀区旧州鎮 (4)
- 安順市平壩区天竜鎮 (4)
- 赤水市大同鎮 (6)
- 松桃ミャオ族自治県寨英鎮 (6)

### 雲南省
- 禄豊県黒井鎮 (2)
- 剣川県沙渓鎮 (3)
- 騰衝市和順鎮 (3)
- 孟連タイ族ラフ族ワ族自治県娜允鎮 (4)
- 賓川県州城鎮 (5)
- 洱源県鳳羽鎮 (5)
- 蒙自市新安所鎮 (5)
- 通海県河西鎮 (7)
- 鳳慶県魯史鎮 (7)
- 姚安県光禄鎮 (7)
- 文山市平壩鎮 (7)

### チベット自治区
- ネドン区昌珠鎮 (3)
- サキャ県サキャ鎮（薩迦鎮） (4)
- ディンキェ県陳塘鎮 (7)
- ゴンカル県傑徳秀鎮 (7)
- ツァンダ県托林鎮 (7)

### 陝西省
- 銅川市印台区陳炉鎮 (4)
- 寧強県青木川鎮 (5)
- 柞水県鳳凰鎮 (5)
- 神木市高家堡鎮 (6)
- 旬陽県蜀河鎮 (6)
- 石泉県熨斗鎮 (6)
- 澄城県堯頭鎮 (6)

### 甘粛省
- 宕昌県哈達鋪鎮 (2)
- 楡中県青城鎮 (3)
- 永登県連城鎮 (3)
- 古浪県大靖鎮 (3)
- 秦安県隴城鎮 (4)
- 臨潭県新城鎮 (4)
- 楡中県金崖鎮 (5)
- 永登県紅城鎮 (7)

### 青海省
- 循化サラール族自治県街子鎮 (6)

### 新疆ウイグル自治区
- ピチャン県ルクチン鎮（魯克沁鎮） (2)
- 霍城県キュレ鎮（恵遠鎮） (3)
- コクトカイ県コクトカイ鎮（可可托海鎮） (6)